# Grijze bosrankspanner
De grijze bosrankspanner (Horisme aquata) is een vlinder uit de familie spanners (Geometridae). De wetenschappelijke naam is voor het eerst geldig gepubliceerd in 1813 door Hübner.
De soort gebruikt met name bosrank als waardplant. De vliegtijd is van eind april tot in juni. 
De soort kent een gefragmenteerde verspreiding over Europa, Siberië en Mongolië. In België is de soort zeer zeldzaam in het zuiden, in Nederland is de soort eveneens zeer zeldzaam en niet meer recent waargenomen.